# Schismatoglottis lancifolia
Schismatoglottis lancifolia är en kallaväxtart som beskrevs av Hallier f. och Adolf Engler. Schismatoglottis lancifolia ingår i släktet Schismatoglottis och familjen kallaväxter. Inga underarter finns listade.